# Золотой век российского дворянства

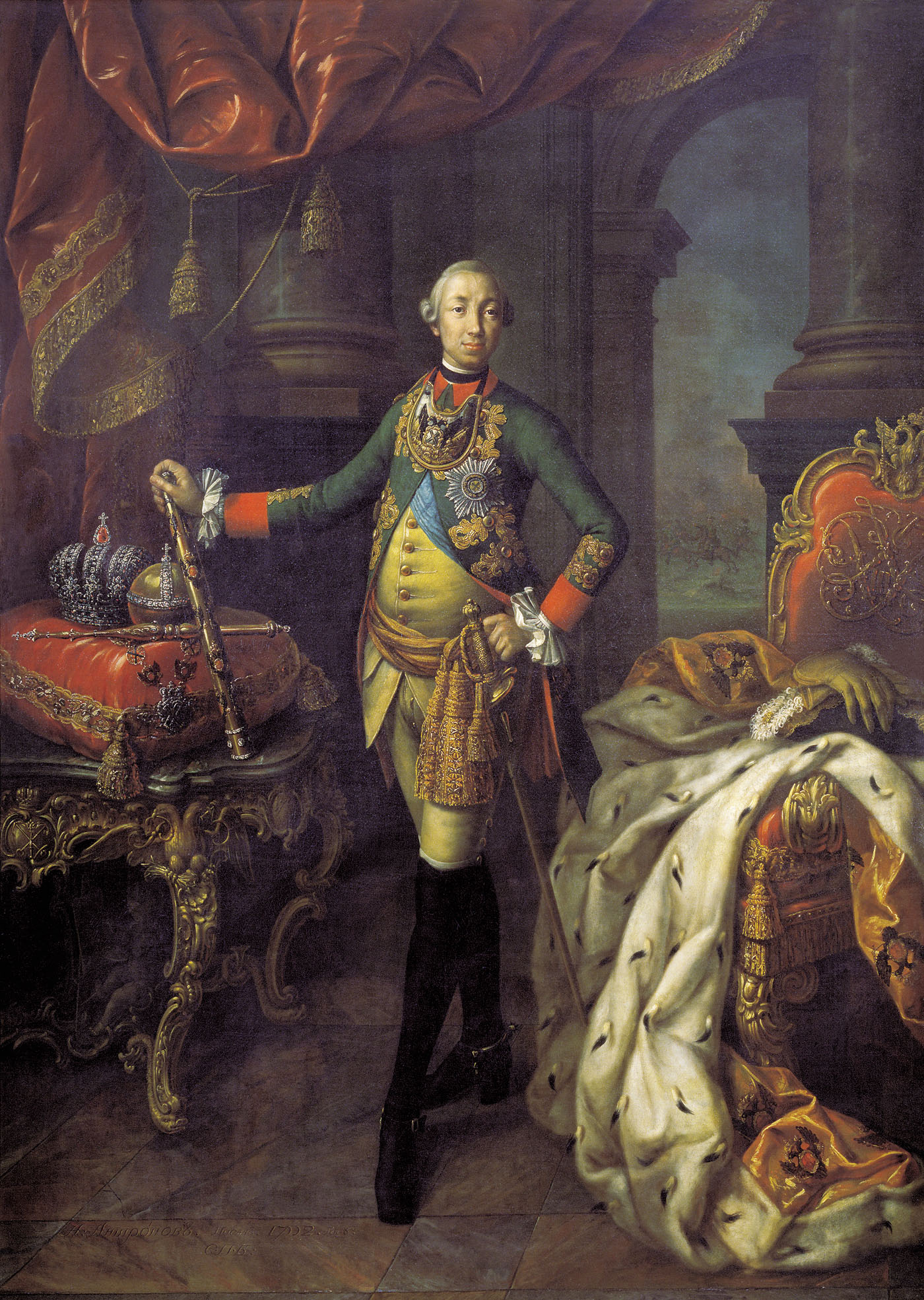
Петр III Федорович в мундире Лейб-гвардии Преображенского полка. Портрет кисти Антропова.

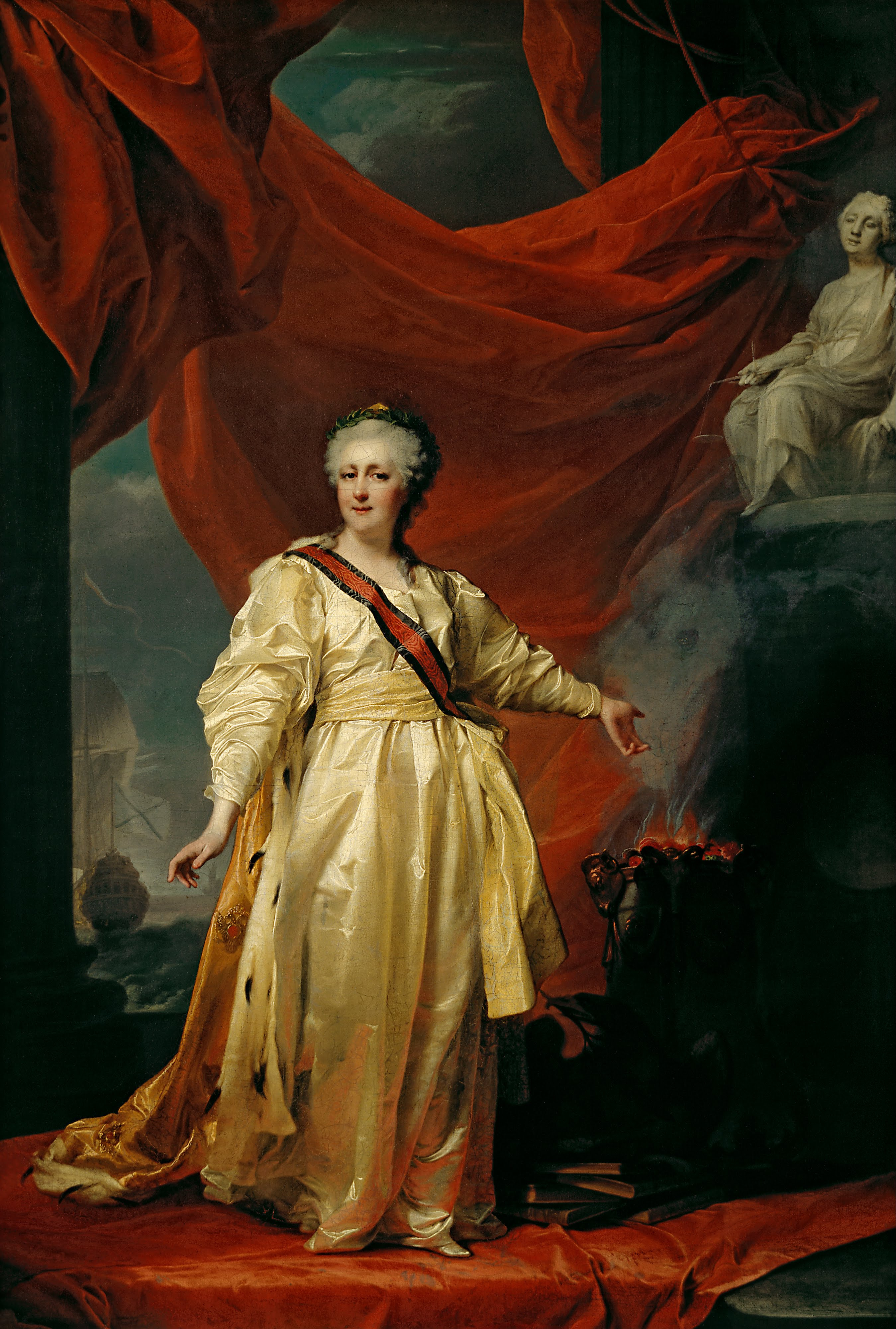
Портрет Екатерины II в виде законодательницы в храме богини правосудия.

Золотой век Российского дворянства — принятый в историографии период с 1762 по 1796 года, когда дворянство Российской империи переживало свой наивысший расцвет. Принято считать, что период начался с правления Екатерины II, однако некоторые историки утверждают, что период начался с правления Петра III, так как он своим манифестом от 18 февраля 1762 г. освобождал дворян от обязательной военной службы.

## Привилегии дворянам от Екатерины II
Для укрепления роли дворянства на местах в 1775 г. было принято «Учреждение для управления губерний Всероссийской империи». Страна делилась на 50 губерний по 300—400 тыс. душ мужского пола. Губернии делились на уезды по 20-30 тыс. душ. Губернии возглавляли назначенные правительством губернаторы. Подчинявшиеся непосредственно императрице, наиболее важные губернии объединялись из 2-3 под властью генерал-губернатора. Генерал-губернаторы назначались и в столицы. Губернские учреждения были основаны на разделении административных, финансовых и судебных функций. Общими делами губернии руководило губернское правление. Финансами занималась Казенная палата. Судебными инстанциями становились Палаты уголовного и гражданского суда, Верховный земский суд и Совестный суд, в уездах — Нижний земский суд. Судебная система была сословной. Уездом управлял капитан-исправник. Город управлялся городничим, назначенным правительством, и делился на части во главе с частным приставом и кварталы во главе с надзирателем. Центр тяжести в управлении перемещался на места. Коллегии, таким образом перестали функционировать, за исключением Иностранной, Военной и Адмиралтейской.
Дальнейшим актом об укреплении положения Российского дворянства стал так называемый «Наказ», написанный Екатериной II в 1767 году, развивал положения Манифеста Петра III «О даровании вольности Российскому дворянству». В нём говорилось о том, что дворянское сословие имеет «естественное», данное по факту рождения, право быть элитой общества.
В 1785 году была издана «Жалованная Грамота на права, вольности и преимущества благородного Российского дворянства». В грамоте были значительно расширены привилегии дворянства: свобода от обязательной военной и гражданской служб, уплаты податей, право на владение крепостными крестьянами и земельными недрами в пределах своих владений. Дворяне могли организовывать мануфактуры, заниматься промышленным производством и торговлей, освобождались от постоя войск. Грамота состояла из вводного манифеста и четырёх разделов (92 статьи). В ней устанавливались:
- Принципы организации местного дворянского самоуправления.
- Личные права дворян.
- Порядок составления родословных гражданских книг.

## Закат эпохи
В 1796 году умерла Екатерина II, и на престол вступил Павел I Петрович. С самого начала своего правления он уничтожал или подвергал значительному изменению всё, созданное его матерью. Борясь с «дворянской вольницей», Павел отменил ряд положений Грамоты. Так, были ликвидированы губернские дворянские собрания. В 1797 году Павел запретил дворянам лично обращаться с просьбами к императору. В том же году были восстановлены телесные наказания для лиц благородного происхождения. Лишь после вступления на престол Александра I были возвращены дворянам практически все вольности, дарованные ещё Екатериной II и Петром III.